# Павловка (Унечский район)
Павловка — село в Унечском районе Брянской области, административный центр Павловского сельского поселения.

## География
Находится в центральной части Брянской области на расстоянии приблизительно 7 км на северо-восток по прямой от районного центра города Унеча.

## История
Основано предположительно в 1660-х годах как слобода Павлова. С 1700-х годов — владение Покорских. Действовала Воздвиженская церковь (известна с XVII века, не сохранилась). До 1781 входило в Мглинскую сотню Стародубского полка. В середине XX века работал колхоз «Просвет». В 1859 году здесь (село Мглинского уезда Черниговской губернии) учтено было 62 двора, в 1892—131.

## Население
Численность населения: 507 человек (1859 год), 776 (1892), 1149 (1926), 585 человек (русские 96 %) в 2002 году, 592 в 2010.